# Сідун Володимир Семенович
Володи́мир Семе́нович Сіду́н (нар. 17 грудня 1925, Скалева, Новоархангельський район, Кіровоградська область — пом. 12 квітня 2016, Світловодськ, Кіровоградська область) — поет, учасник Другої світової війни. Нагороджений відзнакою Міністерства оборони України — нагрудним «Знаком пошани» (2011).

## Життєпис
Володимир Семенович Сідун народився 17 грудня 1925 року в селі Скалева Новоархангельського району Кіровоградської області, нині Україна (тоді Українська РСР, СРСР), де протікає річка Синюха . Ріс у бідній селянській сім'ї. З дитинства цікавився поезією. Почав писати вірші під впливом «Кобзаря» Т.Шевченка. Закінчив Кіровоградський педагогічний інститут (зараз Центральноукраїнський державний педагогічний університет імені Володимира Винниченка).
У дев'ятнадцять років став учасником бойових дій (з березня 1944 року по 9 травня 1945) у складі 53 Армії ІІ Українського фронту. З серпня 1945 брав участь у війні з Японією, був воїном Забайкальського фронту. По закінченню Другої світової війни здобув звання лейтенанта.
Помер 12 квітня 2016 року у м. Світловодську Кіровоградської області.

## Робота
За фахом Володимир Семенович був учителем історії. Працював у школах [[]]а, Олександрівки. Займався партійною роботою в Олександрівському районі. Згодом очолив районний відділ культури у м. Світловодську.
У вісімдесятих роках працював інженером-соціологом на заводі «Чисті метали». Був членом редколегії заводської газети «Метал і люди», де також публікував свої вірші. Після виходу на пенсію став членом Кіровоградського обласного літературного об'єднання «Степ».

## Творчість
Володимир Сідун почав писати вірші ще в дитинстві, проте вперше їх було опубліковано в 1992 році після виходу на пенсію. Автор виступав зі своїми віршами у школах, місцевій та обласній пресі, на радіо. Наразі видано понад двадцять збірок поезій. Тематично віршовані твори В.Сідуна можна поділити на поетичні спогади про минулу війну та бойових побратимів, роздуми –медитації про бачене й пережите, виховання молодого покоління, ліричні твори про кохання.
Видав збірки поетичних творів: «Келих духу від Синюхи»(1999), «Віч-на-віч»(1999), «Дух-душа» (1999), «На порозі віку»(2000), «Висота» (2000), «З хвиль Дніпрових акорди»(2001), «Монологи. На пагорбах Дніпра»(2002), «Двадцять байок»(2002), «Світловодськ — захоплення моє»(2003), «Світловодськ — зоря моя»(2003), «Кроки-роки: лірика» (2005), «Ясенсвіт. Сто поезій»(2006), «Десятинки»(2007), «Літа-журавлі»(2007), «Гравітація»(2008), «Синій вечір»(2008), «Крона»(2008), «Медитація: вибрані поезії»(2009), «Діалоги»(2010).
Вірш «Відлетіли літа-журавлі» було покладено на музику(композитор О.Решетов).

## Відзнаки
У травні 2011 року Міністр оборони України Михайло Єжель нагородив відзнакою Міністерства оборони України — нагрудним знаком Пошани — Володимира Сідуна за пропаганду героїзму радянських військових під час Другої світової війни.

## Збірки
- Сідун, Володимир Семенович. Кроки-роки: лірика / В. С. Сідун. — Кременчуг: Про-Графіка, 2005. — 90 с[4].
- Сідун, Володимир Семенович. Медитація: вибрані поезії / В. С. Сідун. — Світловодськ: Рубікон, 2009. — 68 c[4].
- Сідун, Володимир Семенович. Діалоги. Вип. 35-й: вибрані поезії / В. С. Сідун. — Світловодськ: Рубікон, 2010. — 80 c[4].
- Сідун В. С. Висота / Володимир Семенович Сідун. — Світловодськ: ПКП «Вишня», 2000. — 50 с.
- Сідун В. С. Віч-на-віч / Володимир Семенович Сідун. — Світловодськ: НВМП «Рубікон», 1999. — 69 с.
- Сідун В. С. Гравітація / Володимир Семенович Сідун. — Світловодськ: ПП ВКФ «Рубікон», 2008. — 92 с.
- Сідун В. С. Двадцять байок / Володимир Семенович Сідун. — Світловодськ, 2002. — 30 с.
- Сідун В. С. Десятинки / Володимир Семенович Сідун. — Світловодськ: ПП ВКФ «Рубікон», 2007. — 103 с.
- Сідун В. С. Дух-душа / Володимир Семенович Сідун. — Світловодськ: НВМП «Рубікон», 1999. — 81с.
- Сідун В. С. З хвиль Дніпрових акорди (Поезії про рідний край) / Володимир Семенович Сідун. — Світловодськ, 2001. — 42 с.
- Сідун В. С. Келих духу від Синюхи / Володимир Семенович Сідун. — Світловодськ: Рекламно-видавниче об'єднання «Слово», 1999. — 16 с.
- Сідун В. С. Літа-журавлі / Володимир Семенович Сідун. — Кременчук: СП «Про-Графіка», 2007. — 162 с.
- Сідун В. С. Монологи. На пагорбах Дніпра / Володимир Семенович Сідун. — Світловодськ: Самвидав, 2002. — 85 с.
- Сідун В. С. На порозі віку / Володимир Семенович Сідун. — Світловодськ: ПП ВКФ «Рубікон», 2000. — 62 с.
- Сідун В. С. Світловодськ — захоплення моє. Вибрані поезії про рідний край / Володимир Семенович Сідун. — Світловодськ: НВМП «Рубікон», 2003. — 59 с.
- Сідун В. С. Світловодськ — зоря моя / Володимир Семенович Сідун. — Світловодськ: НВМП «Рубікон», 2003. — 83 с.
- Сідун В. С. Синій вечір / Володимир Семенович Сідун. — Олександрія, 2008. — 102 с.
- Сідун В. С. Ясенсвіт. Сто поезій / Володимир Семенович Сідун. — Кременчук: СП «Про-Графіка», 2006. — 90 с.
- Сідун В. С. Крона / Володимир Семенович Сідун. — Світловодськ: ПП ВКФ «Рубікон», 2008. — 104 с.